# 吉村正
吉村 正（よしむら ただし、1932年 - 2017年）は、1932年生まれの産婦人科医。1956年、名古屋大学医学部卒。医学博士。

## 経歴
1961年 29歳で岡崎市内に吉村医院を開院。開院当初は最先端の医療機器を備え、分娩の管理を目指していたが、産科医として出産に立ち会うなかで、自然なお産を目指すようになり、1975年産院の裏に江戸時代の古民家を移築して分娩前の妊婦たちに薪割りなどの労働を行い安産を待つスタイルを確立していった。1999年には、さらに発展させ「お産の家」を新築し、自然分娩について全国で講演会を展開していった。2010年河瀬直美監督によって、吉村医院を舞台としてドキュメンタリー映画『玄牝-げんぴん-』が製作された。この年に体調を壊し、2013年末を持って、院長を退任した。
2017年初頭から体調の衰えが激しくなり、娘でミュージシャンの大辻織絵が専門医の受診を試みたものの本人の抵抗にあって果たせず、同年秋頃には容体がさらに悪化してアルツハイマー病を発症していたことが判明。2017年11月7日に死去した。
晩年の様子は娘の大辻のブログで公表されている。。
1964年6月名古屋大学医学博士　論文の題は「冬眠カクテルの吉田肉腫に及ぼす影響に関する実験的研究」。

## 発言
吉田はウェブサイト『きらきらねっと』上において、
として、現代医学の介入による出産を「産むべきじゃない人」「いらん遺伝子」「助かっちゃいかん命」「悪い種」と述べている。

## 著書
- 吉村正・山田桂子・編・著 『お産って楽しいね』（健康双書） 農山漁村文化協会（農文協） 1987年1月 ISBN 4-540-86099-2
- 吉村正・著、清原なつの・作画 『お産って自然でなくっちゃね - ある産科医の真実の提言』（健康双書） 農山漁村文化協会（農文協） 1992年12月 ISBN 4-540-92084-7
- 吉村正・著、きくちさかえ・写真 『お産! このいのちの神秘 - 二万例のお産が教えてくれた真実』 春秋社 2003年6月 ISBN 4-393-71611-6
- 吉村正・著 『しあわせなお産をしよう - 自然出産のすすめ』（DVDブック） 春秋社 2006年5月 ISBN 4-393-97035-7
- 吉村正・著 『幸せな、お産 - Happy Birth wonderful moments』 現代書館 2007年8月 ISBN 978-4-7684-7671-0
- 吉村正・著 『「幸せなお産」が日本を変える』講談社+α新書 2008年4月20日 ISBN 978-4-06-272492-0
- 吉村正・著 『いのちのために、いのちをかけよ』地湧社2010年5月25日ISISBN-13: 978-4885032066

## 映画
- ドキュメンタリー映画『玄牝-げんぴん-』 河瀬直美監督 2010年